# Errina gracilis
Errina gracilis är en nässeldjursart som beskrevs av Marenzeller 1903. Errina gracilis ingår i släktet Errina och familjen Stylasteridae. Inga underarter finns listade i Catalogue of Life.